# پاول سوکوسیان
پاول سوکوسیان (انگلیسی: Pavel Sukosyan) (زاده ۱۴ ژانویه ۱۹۶۲ در کراسنودار) بازیکن هندبال ارمنی‌تبار اهل روسیه می‌باشد. وی در سال ۱۹۹۲ به عضویت تیم ملی هندبال روسیه درآمد. وی به همراه این تیم برنده مدال بازی‌های المپیک تابستانی ۲۰۰۰ سیدنی شد.